# Sarah Rafferty
Sarah Rafferty (Santa Monica, 6 dicembre 1972) è un'attrice e doppiatrice statunitense.

## Biografia
Sarah è la più giovane di 4 sorelle ed è cresciuta a Greenwich, Connecticut. Entrambi i genitori l'hanno sostenuta nel coltivare le sue passioni artistiche: la madre, Mary Lee Rafferty, era presidente del Dipartimento di Inglese alla scuola di Convent of the Sacred Heart, e il padre, Michael Griffin Rafferty Jr., lavorava nell'ambito finanziario, dedicandosi anche alla pittura ad olio. Le sorelle si chiamano Maura, Ann e  Constance.
Ha studiato alla Phillips Academy di Andover, Massachusetts fino al 1989. Dopo essersi laureata in Inglese e Teatro all'Hamilton College, ha continuato i suoi studi teatrali alla Yale School of Drama.
L'attrice è sposata con Aleksanteri Olli-Pekka Seppälä e ha due figlie, Oona Gray e Iris Friday. Inoltre è molto amica di Gabriel Macht, altro interprete di Suits, i due si conoscono dal 1993. I due attori hanno dichiarato che anche le loro rispettive figlie sono molto amiche.

## Filmografia

### Cinema
- Mambo Café, regia di Reuben Gonzalez (2000)
- Speakeasy, regia di Brendan Murphy (2002)
- Soccer Dog: European Cup, regia di Sandy Tung (2004)
- Il fascino di Grace (East Broadway), regia di Fay Ann Lee (2006)
- Il diavolo veste Prada (film) (The devil wears Prada), regia di David Frankel (2006)
- 4 padri single (Four Single Fathers), regia di Paolo Monico (2009)
- Small, Beautifully Moving Parts, regia di Annie J. Howell e Lisa Robinson (2011)
- Browse, regia di Mike Testin (2020)

### Televisione
- Trinity, regia di Anthony Drazan - film TV (1998)
- Law & Order - I due volti della giustizia (Law & Order) - serie TV, episodio 9x21 (1999)
- Walker Texas Ranger - serie TV, episodio 9x12 (2001)
- Squadra emergenza - serie TV, episodio 4x04 (2002)
- CSI: Miami - serie TV, episodio 1x07 (2002)
- Senza traccia (Without a Trace) - serie TV, episodio 1x14 (2003)
- Six Feet Under - serie TV, episodio 3x03 (2003)
- The Practice - Professione avvocati (The Practice) - serie TV, episodio 7x20 (2003)
- Tremors - La serie (Tremors: The Series) - serie TV, episodi 1x05, 1x09 e 1x12 (2003)
- Good Morning, Miami - serie TV, episodio 2x05 (2003)
- CSI - Scena del crimine (CSI: Crime Scene Investigation) - serie TV, episodio 4x11 (2004)
- Streghe (Charmed) - serie TV, episodio 6x14 (2004)
- Second Time Around - serie TV, episodi 1x01 e 1x08 (2004)
- 8 semplici regole (8 Simple Rules) - serie TV 3x12 (2004)
- Pepper Dennis - serie TV, episodio 1x04 (2006)
- L'ultimo compleanno (What If God Were the Sun?), regia di Stephen Tolkin - film TV (2007)
- Football Wives, regia di Bryan Singer - film TV (2007)
- Samantha chi? (Samantha Who?) - serie TV, episodio 2x01 (2008)
- Law & Order: Criminal Intent - serie TV, episodio 8x12 (2009)
- Numb3rs - serie TV, episodio 6x03 (2009)
- Bones - serie TV, episodio 5x08 (2009)
- Brothers & Sisters - Segreti di famiglia (Brothers & Sisters) - serie TV, episodio 5x04 (2010)
- Suits - serie TV, 134 episodi (2011-2019)
- Consigli a San Valentino (All Things Valentine), regia di Gary Harvey - film TV (2016)
- Grey's Anatomy - serie TV, episodi 16x11, 16x13 e 16x14 (2020)
- Chicago Med - serie TV, 16 episodi (2021-2022)
- Uno splendido errore (My life with the Walter Boys) - serie TV, 10 episodi (2023)

## Doppiatrici italiane
Nelle versioni in italiano dei suoi film, Sarah Rafferty è stata doppiata da:
- Barbara De Bortoli in Suits, Grey's Anatomy, Uno splendido errore
- Eleonora Reti in Consigli a San Valentino
- Roberta Pellini in Numb3rs
- Francesca Fiorentini in Chicago Med